# هنشل هااس ۱۳۲
هنشل اچ‌اس ۱۳۲ (به انگلیسی: Henschel Hs 132) یک هواپیمای ساختِ کارخانهٔ هنشل در کشور آلمان است که در سال ۱۹۴۵ ساخته شد. نخستین استفاده‌کنندهٔ این هواپیما نیروی هوایی آلمان نازی بوده‌است.